# Donald Rusk Currey
Donald Rusk Currey (* 1934; † 6. Juni 2004) war ein amerikanischer Professor für Geographie. In Forscherkreisen ist er für seine Forschungen über Relikte des  prähistorischen Sees Lake Bonneville im Ostteil des Großen Beckens im heutigen Utah bekannt. In der Öffentlichkeit wurde er vor allem für die von ihm als graduate student veranlasste umstrittene Fällaktion des Baumes Prometheus bekannt. Dieses Exemplar der Langlebigen Kiefer (Pinus longaeva) galt mit einem geschätzten Alter von etwa 4900 Jahren bis 2012 als der älteste lebende Baum weltweit.

## Currey und der Baum Prometheus

### Fällaktion

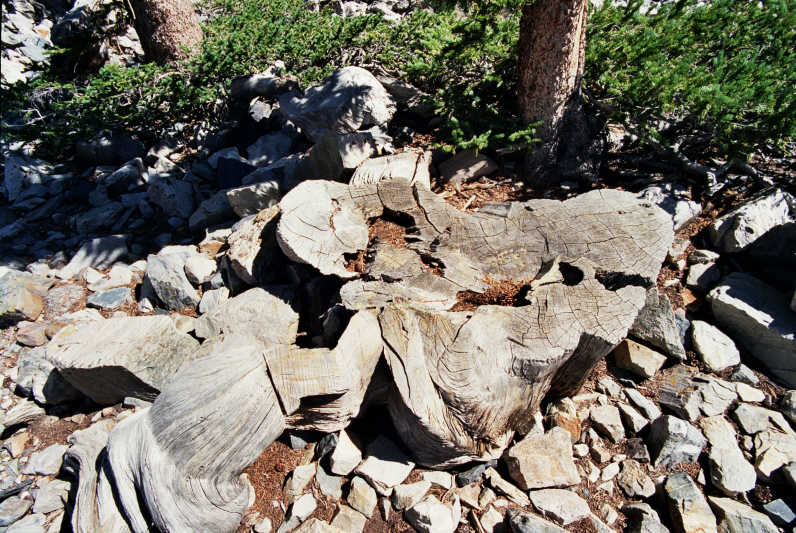
Der Stumpf von Prometheus nach der Fällaktion.

1963 war Currey als Doktorand an der Universität von North Carolina in Chapel Hill. Im Rahmen eines Stipendiums von der National Science Foundation studierte Currey die Klimaverhältnisse während der Kleinen Eiszeit mit Hilfe dendrochronologischer Hilfsmittel.  
Unter Beständen der Grannen-Kiefer (Pinus aristata), zu der damals als lokale Varietät auch die heute als eigene Art angesehene Langlebige Kiefer (Pinus longaeva) gezählt wurde, wurden damals viele Baumexemplare von hohem Alter erkannt, die älter als alle vorher bekannten Baumindividuen waren. 1963 wurde Currey auf eine Population der Langlebigen Kiefer am Wheeler Peak, dem im Snake Range gelegenen zweithöchsten Berg Nevadas, aufmerksam. Als er im Sommer 1964 das Gebiet bereiste, wusste er nicht, dass Forscher vor ihm das Gebiet bereits untersucht hatten. Aus Größe und Wuchsgeschwindigkeit einiger Exemplare schloss er, dass einige sehr alte Exemplare in der Population existierten. Um seine Vermutung zu prüfen, begann er, Baumringproben zu untersuchen. Als er herausfand, dass einige Exemplare über 3000 Jahre alt waren, richtete sich seine Aufmerksamkeit auf ein spezielles Baumexemplar, das er mit dem Arbeitsnamen WPN-114 versah, das jedoch schon vor ihm Prometheus benannt worden war.
Currey gelang es nicht, passend überlappende Baumringproben aus WPN-114 zu gewinnen. Bei mindestens vier Versuchen mit etwa 70 Zentimeter langen Bohrern brach er zwei Bohrer ab, kam aber nicht zum Ziel. Daraufhin bat er den United States Forest Service um eine Erlaubnis zum Fällen des Baumes. Da er Beziehungen zu Beamten des Forest Service am nahegelegenen Lehman Caves National Monument (heute Teil des größeren Great Basin National Park) hatte, richtete er seinen Antrag an den Forest-Service-Ranger Donald E. Cox; darin bat er um Erlaubnis, den Baum zu fällen, um den ganzen Baumstumpf untersuchen zu können. Cox hielt den Antrag für wissenschaftlich wohlbegründet und überzeugte Vorgesetzte davon, dass das betreffende Baumexemplar nicht ein notable landmark (etwa: Naturdenkmal) sei. Darauf wurde die Erlaubnis erteilt.
Cox informierte Currey über die erfolgte Erlaubnis und schickte Currey eine Mannschaft des Forest Service zur Ausführung der Fällaktion. Der Baum wurde am 6. August 1964 gefällt und zu Baumscheibenproben zerlegt. Diese wurden von Currey und später von anderen Forschern untersucht. Es stellte sich überraschenderweise heraus, dass der Baum älter als jeder lebende nicht-klonale Organismus weltweit war.

### Nachlese
Es dauerte einige Jahre, bis die Information über die Fällaktion des Prometheus an die Öffentlichkeit drang, worauf sich kritische Stimmen erhoben. Vor allem wurde die Entscheidung des U.S. Forest Service zur Erlaubnis der Baumfällung kritisiert. Einige Kritiker hinterfragten den Sinn der Fällaktion, da der damalige Forschungsgegenstand von Currey, die Kleine Eiszeit, erst im 14. Jahrhundert begann. Currey selbst führt allerdings in seinem Werk von 1965 aus, dass er von einer Ausdehnung der Kleinen Eiszeit bis zurück zur Zeit um 2000 v. Chr. ausgegangen war. Currey behauptet in diesem Werk auch, dass er den Baum nicht wegen seiner Untersuchungen zur Kleinen Eiszeit fällen ließ, sondern vielmehr, um der Frage nachzugehen, ob die ältesten Grannen-Kiefern (siehe die Bemerkung im obigen Abschnitt zu Grannen-Kiefern und Langlebigen Kiefern), wie damals von einigen Dendrochronologen behauptet, in den kalifornischen White Mountains standen.
Der Vorfall führte zu einer restriktiveren Handhabung der Fällgenehmigungen für alte Baumexemplare; auch die Ausweisung des größeren Great Basin National Park (dessen Aufsicht der National Park Service wahrnimmt) lässt sich auf diesen Vorfall zurückführen. Ebenso folgte als Reaktion der Entschluss, den genauen Standort des Baumexemplars Methuselah im Inyo National Forest geheim zu halten. Dieser Baum galt als das älteste lebende Exemplar der Langlebigen Kiefer. Currey beteiligte sich selbst an den Lobbyarbeiten, um den Kongress der Vereinigten Staaten für die Höherstufung des Gebietes zum Nationalpark zu gewinnen.

## Leben und Wirken
Currey wurde Mitglied der Fakultät an der Universität von North Carolina in Chapel Hill. 1969 erhielt er den Ph. D. von der University of Kansas und wurde 1970 Fakultätsmitglied im Department of Geography der University of Utah.
Über zwei Jahrzehnte lang forschte Currey an Relikten des prähistorischen Sees Lake Bonneville im östlichen Teil des Großen Beckens. Er veröffentlichte hierzu mehrere Arbeiten.
Nach einer plötzlichen Erkrankung starb Currey im Alter von 70 Jahren.
Currey wurde während der 2005 stattgefundenen jährlichen Versammlung der Association of American Geographers geehrt. Das Department of Geography der University of Utah richtete ein nach ihm benanntes Stipendium ein. 

## Werke
- Donald Rusk Currey: An Ancient Bristlecone Pine Stand in Eastern Nevada. In: Ecology. Band 46, Nr. 4, 1965, S. 564–566 (Zusammenfassung).